# The Nylon Curtain
The Nylon Curtain är ett musikalbum av Billy Joel lanserat 1982 på skivbolaget Columbia Records. Albumet var hans åttonde studioalbum och producerades av Phil Ramone. Albumet var ett av de tidigaste som spelades in och mixades helt digitalt.
Skivan är ett av Joels mest ambitiösa verk, och många av låtarna uppvisar en desillusion över den amerikanska drömmen under eran då Ronald Reagan var president. Samtidigt som albumet kom ut var USA drabbat av en svår lågkonjunktur, vilket bland annat innebar att många arbetare inom stålindustrin förlorade sina jobb. Albumets inledande låt "Allentown" som just tar upp detta ämne blev dess största hit med en sjuttondeplats på Billboard Hot 100. Även "Pressure" och "Goodnight Saigon" släpptes som singlar.

## Låtlista
(alla låtar skrivna av Billy Joel)
1. "Allentown" – 3:52
2. "Laura" – 5:05
3. "Pressure" – 4:40
4. "Goodnight Saigon" – 7:04
5. "She's Right on Time" – 4:14
6. "A Room of Our Own" – 4:04
7. "Surprises" – 3:26
8. "Scandinavian Skies" – 6:00
9. "Where's the Orchestra?" – 3:17

## Listplaceringar
| Lista (1982-1983) | Position              |
| ----------------- | --------------------- |
| Australien        | 4 (Kent Music Report) |
| Island            | 6                     |
| Kanada            | 12 (RPM)              |
| Nederländerna     | 1                     |
| Norge             | 9 (VG-lista)          |
| Nya Zeeland       | 10                    |
| Storbritannien    | 27 (UK Albums Chart)  |
| Sverige           | 31 (Topplistan)       |
| USA               | 7 (Billboard 200)     |
| Västtyskland      | 34                    |
| Österrike         | 20                    |